# Lingua tsimshian
Il tsimshian è una lingua parlata in Canada, nella Columbia Britannica dal popolo Tsimishan. Appartiene alla famiglia linguistica  delle Lingue tsimshian o Tsimishianiche. Secondo alcuni studiosi, tale famiglia farebbe parte dell'ipotetica super-famiglia delle Lingue penuti.
Come gran parte delle lingue native della costa nord-occidentale del Pacifico, ha subito un processo di deriva linguistica verso l'inglese ed è quindi quasi estinta.

## Dialetti
C'erano due dialetti della lingua:

### Tsimshian meridionale
Endonimo: Sgüüx̣s (letteralmente La lingua vicina), parlato dalle tribù dei Gitga'ata e dei Kitasoo sull'isola di Swindle. Il dialetto si è estinto con la morte dell'ultima locutrice nel 2013.

### Tsimishan della costa
Endonimo: Sm'álgyax, (letteralmente La lingua vera), parlata nel nord-ovest della Columbia Britannica e nel sud-est dell'Alaska, anche se qui la lingua non è autoctona, essendo stata importata quando il missionario William Duncan si stanziò sull'isola Annette, nel 1887, con un gruppo di Tsimishan.
Secondo ethnologue.com, nel 2014 i locutori erano circa 180 (per la maggior parte abbastanza anziani), su di una popolazione etnica di 6800 persone.